# 莱克赛德 (科罗拉多州)
莱克赛德（英語：Lakeside），是美国科罗拉多州杰斐逊县下属的一座城市。建市于1907年11月25日，面积大约为0.842平方英里（2.18平方公里）。根据2010年美国人口普查，该市有人口8人。2011年估计该市有人口8人，相比2010年人口增长率为0.00%。同时，论人口该市是科罗拉多州第271大城市。